# Eriogonum natum
Eriogonum natum är en slideväxtart som beskrevs av J.L. Reveal. Eriogonum natum ingår i släktet Eriogonum och familjen slideväxter. Inga underarter finns listade i Catalogue of Life.